# Venezolanische Fußballnationalmannschaft
Die venezolanische Fußballnationalmannschaft repräsentiert den venezolanischen Fußballverband, die Federación Venezolana de Fútbol (FVF), die in der heutigen Form erst 1951 gegründet wurde. 1925 war der erste nationale Fußballverband, die Federación Nacional de Fútbol, gegründet worden, die aber keinen dauerhaften Bestand hatte. In den Jahren von 1932 bis 1938 folgte ihr die Liga Venezolana nach, die 1938 durch die Asociación Nacional de Fútbol ersetzt wurde. Erst die Federación Venezolana de Fútbol erhielt aber im November 1951 die Anerkennung von FIFA und Venezolanischem Olympischen Komitee.
Der Nationalmannschaft, genannt „La Vinotinto“ („Die Weinrote“), war bis vor wenigen Jahren wenig bzw. kein Erfolg gegönnt. Fußball wurde praktisch nur an Universitäten gespielt. Wichtigere Sportarten in Venezuela sind Baseball und Basketball.

## Geschichte

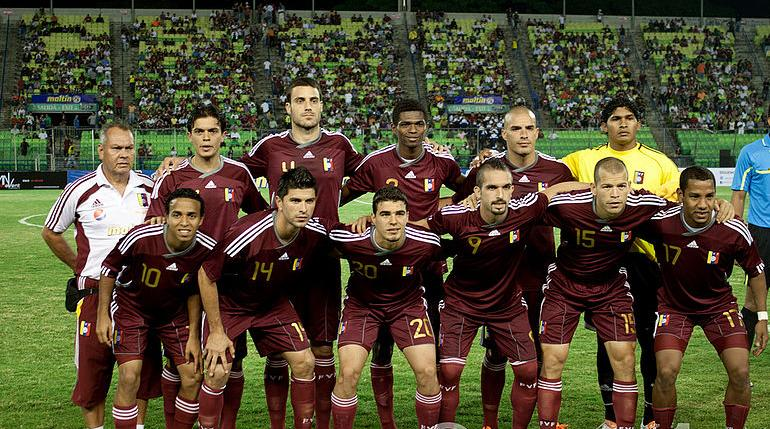
Venezolanische Mannschaft im Spiel gegen Guinea 2011

Venezuela ist das einzige CONMEBOL-Mitglied, das noch nie an einer Weltmeisterschaft teilgenommen hat. Venezuela nahm erstmals an der Qualifikation zur Fußball-Weltmeisterschaft 1966 teil und belegte bis einschließlich der Qualifikation für 1998 immer den letzten Gruppenplatz. 2002, 2006 und 2010 reichte es schon zu etwas besseren Platzierungen.
Bei der Copa América 1967 in Uruguay belegte die Nationalmannschaft Platz fünf, allerdings nahmen nur sechs Mannschaften teil. Der Vinotinto gelang hierbei ihr erster Sieg in einem offiziellen Turnier beim 3:0 gegen den Turnierletzten Bolivien am 28. Januar 1967. Der erste Punktgewinn in einer WM-Qualifikation wurde in der Qualifikation zur Weltmeisterschaft 1970 am 3. August 1969 in Caracas mit einem 1:1 gegen die kolumbianische Nationalmannschaft erreicht. Ein 1:0 gegen Bolivien am 22. März 1981 in Caracas bei der Qualifikation zur WM in Spanien markierte den ersten Sieg in der WM-Qualifikation. Am 4. September 2001 gelang bei einem 2:0 gegen Chile in Santiago schließlich auch der erste Auswärtssieg, der Teil einer Serie von vier Siegen in Folge war.
Mittlerweile spielen mehrere Stammspieler der Nationalmannschaft im Ausland. Am 31. März 2004 gelang der Nationalmannschaft ein als historisch anzusehender 3:0-Sieg in der Qualifikation für die Fußball-Weltmeisterschaft 2006 in Montevideo gegen die höher eingeschätzte Auswahl von Uruguay. Dennoch bleibt Venezuela die einzige Mannschaft des Südamerikanischen Fußballverbandes, die sich noch nie für eine Weltmeisterschaft qualifiziert hat.
2007 wurde bei der Copa América erstmals das Viertelfinale erreicht, dort verlor die Mannschaft gegen Uruguay. 2011 erreichte die Mannschaft erstmals das Halbfinale, wo sie auf Paraguay traf und im ersten Elfmeterschießen der Nationalmannschaft verlor. Venezuela verlor auch das Spiel um Platz 3 gegen Peru mit 1:4. Der vierte Platz ist die bisher beste Platzierung bei der Copa. Durch diesen Erfolg gelang im Juli 2011 mit Platz 40 auch die bis dahin beste Platzierung in der FIFA-Weltrangliste.
Die A-Nationalmannschaft nahm nie an den Olympischen Spielen teil, eine venezolanische Olympiamannschaft nahm 1980 als Nachrücker für die argentinische Olympiamannschaft an den Spielen in Moskau teil, scheiterte aber in der Vorrunde.
Als Sensation für die Nationalmannschaft galt der 2:0-Sieg über den fünffachen Weltmeister Brasilien am 6. Juni 2008.
Am 11. Oktober 2011 gelang der Mannschaft beim WM-Qualifikationsspiel der erste Sieg gegen Argentinien. Auch durch diesen Sieg konnte sich Venezuela im November 2011 um einen weiteren Platz in der FIFA-Weltrangliste verbessern.
Seit 2011 wirbt der venezolanische Verband in hohem Maße um ausländische Spieler mit venezolanischem Hintergrund. So wurden seit der Copa America bereits Andrés Túñez, Fernando Amorebieta, die Brüder Rolf und Frank Feltscher und Julio Álvarez in der Nationalmannschaft eingesetzt.
Die Mannschaft belegte in der offiziellen FIFA-Weltrangliste mit dem 29. Rang im August 2014 ihre bisher beste Platzierung, fiel zwischenzeitlich aber wieder auf Platz 89 und steht nun auf Rang 53 (Stand: 21. September 2023).

## Rekordspieler
(Stand: 18. Januar 2025) 
| Rekordspieler | Rekordspieler                     | Rekordspieler | Rekordspieler |
| Spiele        | Spieler                           | Zeitraum      | Tore          |
| ------------- | --------------------------------- | ------------- | ------------- |
| 139           | Tomás Rincón                      | 2008–aktiv    | 1             |
| 129           | Juan Arango                       | 1999–2015     | 23            |
| 115           | José Manuel Rey                   | 1997–2011     | 11            |
| 114           | Salomón Rondón                    | 2008–aktiv    | 41            |
| 96            | Roberto Rosales                   | 2007–aktiv    | 1             |
| 91            | Jorge Alberto Rojas               | 1999–2009     | 3             |
| 85            | Miguel Mea Vitali                 | 1999–2012     | 1             |
| 80            | Oswaldo Vizcarrondo               | 2004–2016     | 7             |
| 77            | Gabriel Urdaneta                  | 1996–2005     | 9             |
| 77            | Luis Vallenilla                   | 1996–2007     | 1             |
| 70            | Luis Manuel Seijas                | 2006–2016     | 2             |
| 70            | Alexander David González          | 2011–aktiv    | 2             |
| 66            | Josef Martínez                    | 2011–aktiv    | 14            |
| 65            | Giancarlo Maldonado               | 2003–2011     | 22            |
| 65            | Ruberth Morán                     | 1996–2007     | 14            |
| 64            | Gabriel Alejandro Cichero Konarek | 2004–2015     | 4             |
| 64            | Leopoldo Jiménez                  | 1999–2005     | 0             |
| 64            | Ricardo Páez                      | 2000–2007     | 7             |

| Rekordschützen | Rekordschützen      | Rekordschützen | Rekordschützen |
| Tore           | Spieler             | Zeitraum       | Spiele         |
| -------------- | ------------------- | -------------- | -------------- |
| 45             | Salomón Rondón      | 2008–aktiv     | 114            |
| 23             | Juan Arango         | 1999–2015      | 129            |
| 22             | Giancarlo Maldonado | 2003–2011      | 65             |
| 14             | Josef Martínez      | 2011–aktiv     | 66             |
| 14             | Ruberth Morán       | 1996–2007      | 65             |
| 11             | Daniel Arismendi    | 2006–2011      | 31             |
| 11             | Nicolás Fedor       | 2006–2015      | 53             |
| 11             | José Manuel Rey     | 1997–2011      | 115            |
| 10             | Darwin Machis       | 2011–aktiv     | 43             |
| 9              | Gabriel Urdaneta    | 1996–2005      | 77             |
| 7              | Juan Enrique García | 1993–2009      | 49             |
| 7              | Ricardo Páez        | 2000–2007      | 64             |
| 7              | Oswaldo Vizcarrondo | 2004–2016      | 80             |
| 6              | José Luis Dolgetta  | 1993–1997      | 21             |
| 6              | Romulo Otero        | 2013–aktiv     | 51             |

## Liste von Trainern
- Rafael Franco (1965–1967)
- Gregorio Gómez (1967–1972)
- Francisco Hormazábal (1972–1974)
- Rudi Gutendorf (1974)
- Richard Páez (1974–1975)
- César Farías (1975)
- Dan Georgiadis (1975–1977)
- Walter Róque (1978–1985)
- Hippolyte Van den Bosch (1986–1989)
- Rafael Santana (1989)
- Carlos Horacio Moreno (1989–1990)
- Víctor Pignanelli (1990–1992)
- Ratomir Dujković (1992–1995)
- Rafael Santana (1996)
- Eduardo Borrero (1997–1998)
- José Omar Pastoriza (1998–2000)
- Richard Páez (2001–2007)
- César Farías (2007–2013)
- Manuel Plasencia (2014) (Interimstrainer)
- Noel Sanvicente (2014–2016)
- Rafael Dudamel (2016–2020)
- José Peseiro (2020–2021)
- José Pékerman (2022–2023)
- Fernando Batista (seit 2023)

## Länderspiele gegen deutschsprachige Fußballnationalmannschaften
|    | Datum             | Ort      | Heimmannschaft | Resultat | Gastmannschaft |
| -- | ----------------- | -------- | -------------- | -------- | -------------- |
| 1. | 2. September 2006 | Basel    | Schweiz        | 1:0      | Venezuela      |
| 2. | 6. September 2006 | Basel () | Venezuela      | 1:0      | Österreich     |

Venezuela ist das einzige CONMEBOL-Mitglied, gegen das Deutschland noch kein Länderspiel bestritten hat. Auch gegen Belgien, Liechtenstein und Luxemburg gab es noch keine Begegnung.